# Cometa Ikeya-Seki
El cometa Ikeya Seki (C/1965 S1) fue descubierto independientemente por los astrónomos aficionados Kaoru Ikeya y Tsutomu Seki, con unos 15 minutos de diferencia de uno a otro, el 18 de septiembre de 1965, a las 19h12m, al oeste de la estrella "Alphard" (α Hydrae) con una magnitud estimada de 8, presentándose difuso con condensación. El 19 de septiembre a las 18h57m36s lo confirmaba el Smithsonian Astrophysical Observatory desde Woomera (Australia). Desde un primer momento se le reconoce como un cometa "suicida" o de Kreutz, aumentando su brillo rápidamente. Así el 1 de octubre tuvo una magnitud aproximada de 5,5 y el día 12 del mismo mes, de 2; y una cola de unos cinco grados de longitud. Pasó por el perihelio a 0,007786 u.a. del Sol el 21 de octubre de 1965 a las 4h24m, pudiéndose ser visto en pleno día, tapando con la mano el disco solar. En ese momento pudo tener una magnitud de —10 o —11. La cola del cometa alcanzó una longitud de 20 a 25 grados en los últimos días de octubre y primeros de noviembre. En su afelio se aleja del astro rey hasta 183,192214 u. a. Su periodo de revolución es de 876,684262 años. Existe una posibilidad de que este cometa fuese el retorno del gran cometa X/1106 C1, que fue visto en plena luz del día en toda Europa.-
De los seis cometas descubiertos por Kaoru Ikeya, el 1966 R1 (Ikeya-Everhart), es parabólico; los restantes de periodos grandísimos:
- 1963 A1 (Ikeya) con un periodo de 932,490861 años.
- 1964 N1 (Ikeya) con un periodo de 391,431491 años.
- 1965 S1 (Ikeya-Seki) con periodo de 876,684262 años.
- 1967 Y1 (Ikeya-Seki) con periodo de 89.488,683726 años.
- 153P/Ikeya-Zhang con periodo de 373,425796 años.

Cometa Ikeya-Seki, octubre 1965. Autor Jorge Cappato. A la derecha se ve la caída de un meteorito.